# Wyższa Szkoła Pilotów w Ławicy
Wyższa Szkoła Pilotów w Ławicy – szkoła lotnictwa Wojska Polskiego II Rzeczypospolitej Polskiej.

## Historia
Na przełomie 1919 i 1920 roku nastąpiło połączenie Szkoły Lotniczej w Ławicy i Francuskiej Szkoły Transformacji. Na siedzibę nowej szkoły wybrano Ławicę z uwagi na istniejącą tam infrastrukturę lotniczą. Jej podstawowym zadaniem było przeszkalanie pilotów, którzy ukończyli Niższą Szkołę Pilotów w Krakowie i Francuską Szkołę Pilotów w zakresie obsługi wykorzystywanych w polskim lotnictwie samolotów bojowych konstrukcji niemieckiej i francuskiej. Szkoła dysponowała własnym zapleczem technicznym umożliwiającym prowadzenie bieżących napraw sprzętu. Znacznie ułatwiało to funkcjonowanie Szkoły.
W szkole były prowadzone dwa kursy obejmujące szkolenie prowadzone na samolotach jedno- i dwumiejscowych. Pierwszym dowódcą szkoły został por. pil. Ludomił Rayski, który sprawował tę funkcję do maja 1920 roku, kiedy odszedł na front. Jego następcą został por. pil. Ludwik Piechowiak, a po jego śmierci w katastrofie lotniczej zastąpił go ppor. pil. Antoni Wroniecki. Na stałe przebywał w Szkole francuski doradca mjr de Bernis. Obsada stanowisk była zdublowana, polsko-francuska - polskim szefem zespołu szkoleniowego był ppor. pil. Czesław Wawrzyniak, a jego francuskim odpowiednikiem kpt. Terasson. 
W trakcie szkolenia korzystano z wielu typów samolotów, używanych w polskim lotnictwie. Kursant zaczynał loty na popularnym Albatrosie B.II, następnie "przesiadał się" na bardziej wymagające samoloty: Albatros C.I, Albatros C.III, Albatros C.V, Albatros C.X, Albatros C.XII, Rumpler C.I, Rumpler C.IV, LVG C.V, LVG C.VI, DFW C.V, DFW C.VI, LVG C.II, samoloty firmy Aviatik, AEG C.IV, Halberstadt CL.II, Breguet XIV. Kolejnym etapem szkolenia były loty na samolotach myśliwskich: Albatros D.III, Albatros D.V, Fokker D.VIII, Morane-Saulnier MS-30, SPAD S.VII.
Kilkutygodniowy kurs kończył się egzaminem praktycznym, który polegał na samodzielnym przelocie na trasie Poznań – Toruń – Poznań. Na podstawie wyników egzaminu pilot był klasyfikowany na pilota wywiadowczego lub myśliwskiego. Piloci myśliwscy pozostawali w Szkole na dodatkowy kurs myśliwski, podczas którego uczono ich akrobacji lotniczej i walki powietrznej.
Absolwenci, którzy ukończyli szkolenie, otrzymywali tytuł pilota. Prawo do noszenia Polowej Odznaki Pilota zdobywali po odbyciu 10 lotów bojowych.
Szkoła zakończyła działalność pod koniec 1920 roku, jej kadra i sprzęt stanowiły podstawę do organizacji Wyższej Szkoły Pilotów w Grudziądzu. W trakcie funkcjonowania Szkoły przeszkolono w niej 115 pilotów, którzy wykonali 17 300 lotów trwających 2325 godzin. W trakcie szkolenia miały miejsce 3 wypadki śmiertelne.